# Yi jiaren zhi ming
Yi jiaren zhi ming (以家人之名S, Yǐ jiārén zhī míngP; titolo internazionale Go Ahead) è una serie televisiva cinese trasmessa su Hunan TV dal 10 agosto al 6 settembre 2020.